# Miguel Ángel López (kolarz)
Miguel Ángel López Moreno (ur. 4 lutego 1994 w Pesce) – kolumbijski kolarz szosowy. Olimpijczyk (2016).
W dniu 25 lipca 2023 został tymczasowo zawieszony przez Międzynarodową Unię Kolarską (UCI) w związku z potencjalnym naruszeniem przepisów antydopingowych.

## Osiągnięcia
Opracowano na podstawie:

2014
- 1. miejsce w Tour de l’Avenir
  - 1. miejsce w klasyfikacji górskiej
  - 1. miejsce na 6. etapie

2015
- 1. miejsce w klasyfikacji młodzieżowej Vuelta a Burgos
  - 1. miejsce na 2. (jazda drużynowa na czas) i 4. etapie

2016
- 1. miejsce w klasyfikacji młodzieżowej Tour de San Luis
  - 1. miejsce na 6. etapie
- 3. miejsce w Tour de Langkawi
  - 1. miejsce na 4. etapie
- 1. miejsce w Tour de Suisse
- 1. miejsce w Mediolan-Turyn

2017
- 2. miejsce w Österreich-Rundfahrt
  - 1. miejsce na 4. etapie
- 1. miejsce na 5. etapie Vuelta a Burgos
- 8. miejsce w Vuelta a España
- 1. miejsce na 11. i 15. etapie

2018
- 2. miejsce w Tour of Oman
  - 1. miejsce w klasyfikacji młodzieżowej
  - 1. miejsce na 5. etapie
- 3. miejsce w Abu Dhabi Tour
  - 1. miejsce w klasyfikacji młodzieżowej
- 3. miejsce w Tour of the Alps
  - 1. miejsce na 2. etapie
- 3. miejsce w Giro d’Italia
  - 1. miejsce w klasyfikacji młodzieżowej
- 2. miejsce w Vuelta a Burgos
  - 1. miejsce w klasyfikacji punktowej
  - 1. miejsce na 3. etapie
- 3. miejsce w Vuelta a España
- 2. miejsce w Mediolan-Turyn

2019
- 2. miejsce w mistrzostwach Kolumbii (jazda indywidualna na czas)
- 1. miejsce w Tour Colombia
  - 1. miejsce w klasyfikacji młodzieżowej
- 1. miejsce w Volta Ciclista a Catalunya
  - 1. miejsce w klasyfikacji młodzieżowej
  - 1. miejsce na 4. etapie
- 7. miejsce w Giro d’Italia
  - 1. miejsce w klasyfikacji młodzieżowej
- 5. miejsce w Vuelta a España

2020
- 3. miejsce w Volta ao Algarve
  - 1. miejsce na 4. etapie
- 6. miejsce w Tour de France
  - 1. miejsce na 17. etapie

2021
- 1. miejsce w Vuelta a Andalucía
  - 1. miejsce na 3. etapie
- 1. miejsce w Mont Ventoux Dénivelé Challenge
- 1. miejsce na 18. etapie Vuelta a España

2022
- 3. miejsce w Vuelta a Andalucía
- 1. miejsce na 4. etapie Tour of the Alps
- 3. miejsce w Vuelta a Burgos
  - 1. miejsce w klasyfikacji górskiej

2023
- 1. miejsce w Vuelta a San Juan
  - 1. miejsce na 5. etapie
- 1. miejsce na 1. etapie Tour of the Gila
- 1. miejsce w Tour de Catamarca
  - 1. miejsce w klasyfikacji górskiej
  - 1. miejsce na 3. etapie
- 2. miejsce w Walmart Joe Martin Stage Race
  - 1. miejsce na 3. etapie
- 1. miejsce w prologu i na 1. oraz 3. etapie Vuelta a Colombia

## Rankingi
| Rok              | 2014 | 2015 | 2016 | 2017 | 2018 | 2019 | 2020 | 2021 | 2022 | 2023 |
| ---------------- | ---- | ---- | ---- | ---- | ---- | ---- | ---- | ---- | ---- | ---- |
| UCI World Tour   |      | 102. | 45.  | 78.  | 13.  |      |      |      |      |      |
| World Ranking    |      |      | 49.  | 80.  | 14.  | 29.  | 41.  | 91.  | 61.  | 154. |
| UCI Europe Tour  | 219. |      | 180. | 180. | 39.  |      |      |      |      |      |
| UCI Asia Tour    | -    |      | 40.  | -    | 23.  |      |      |      |      |      |
| UCI America Tour | -    |      | 57.  | -    | 430. | 5.   | 3.   | 7.   | 5.   | 14.  |
|                  |      |      |      |      |      |      |      |      |      |      |
| Źródło: UCI      |      |      |      |      |      |      |      |      |      |      |